# Wilson (town, New York)
Pour les articles homonymes, voir Wilson.
Ne doit pas être confondu avec Wilson (village, New York).
Wilson est une ville du comté de Niagara, dans l'État de New York, aux États-Unis,. En 2010, elle comptait une population de 5 993 habitants.

## Démographie
Lors du recensement de 2010, la ville comptait une population de 5 993 habitants. Elle est estimée, en 2016, à 5 841 habitants.